# Kef Ouest (délégation)
Kef Ouest est une délégation tunisienne dépendant du gouvernorat du Kef.
En 2004, elle compte 29 951 habitants dont 15 095 hommes et 14 856 femmes répartis dans 7 107 ménages et 7 840 logements.